# هادي نعمان الهيتي
هادي نعمان الهيتي (1942-2015)، أستاذ الإعلام بجامعة بغداد وأصبح عميدا لكلية الاعلام. ولد في مدينة هيت بمحافظة الانبار-العراق 1942. حصل على الماجستير عن صحافة الأطفال في العراق عن «صحافة الأطفال في العراق» من كلية الإعلام بجامعة القاهرة ثم منها أيضا على الدكتوراه في الإعلام في الاتصال الجماهيري. عمل في العديد من المواقع التعليمية والإعلامية كما رأس تحرير عدة مجلات في العراق. له العديد من البحوث السياسية والاجتماعية والاعلامية كما أشرف على عدد من الرسائل العلمية.
عمل عميدا للمعهد العربي للثقافة العمالية وبحوث العمل في منظمة العمل العربي، عمل رئيسا لتحرير صحف عدة منها الاسبوع 1966, سكرتير تحرير صحيفة العرب 1967, رئيس تحرير ومؤسس صحف الأطفال في العراق مجلتي والمزمار، رئيس تحرير مجلة آفاق عربية، رئيس تحرير صحيفة وعي العمال.
شارك في عدد من المؤتمرات الوطنية والقومية في مجالات الاعلام وأدب الأطفال. عمل خبيرا في المركز القومي للبحوث الاجتماعية والجنائية ومديرا للمعهد العربي للثقافة العمالية وبحوث العمل في منظمة العمل الدولية.يقول في منهجه عن الكتابة: «ينبغي فيه أن يدخل العلم جميع أوجه نشاطنا».

## من مؤلفاته
- الاتصال والتغير الثقافي، بغداد،
- الاعلام والطفل، عمان، الأردن، دار أسامة
- الاعلام العربي والدعاية الصهيونية، 1967، بغداد
- أدب الأطفال: فلسفته، فنونه، وسائطه، الهيئة المصرية العامة للكتاب، القاهرة، ط1 1977، ط2 1986م.
- ثقافة الأطفال، سلسلة عالم المعرفة، الكويت، المجلس الوطني للثقافة والفنون والآداب، مارس 1988، 240ص.[4]
- صحافة الأطفال في العراق: نشأتها وتطورها مع تحليل لمحتواها وتقييمها، 1991، القاهرة، دار غريب للطباعة والنشر والتوزيع، 343ص.
- إشكالية المستقبل في الوعي العربي، بيروت، مركز دراسات الوحدة العربية، 2003، 257 ص

## وفاته
توفي يوم الأحد 15 مارس 2015  عن عمر ناهز 73 بعد صراع مع المرض لم يدم طويلا.